# 뇌하수체 샘종
뇌하수체 샘종 또는 뇌하수체 선종(Pituitary adenomas)은 뇌하수체에 생기는 종양의 일종으로, 성인에서 뇌하수체 호르몬의 과다 및 과소분비의 가장 흔한 원인이다. 대부분의 뇌하수체 종양은 양성이며 약 35%는 침습성이며 0.1%~0.2%만이 암종이다. 뇌하수체 선종은 모든 두개내 신생물의 10~25%를 차지하며 일반 인구의 추정 유병률은 약 17%이다.
비침습성 및 비분비성 뇌하수체 선종은 임상적 의미뿐만 아니라 문자 그대로 양성인 것으로 간주된다. 그러나 최근의 메타 분석(Fernández-Balsells, et al. 2011)에 따르면 이 가정을 뒷받침하거나 반박할 수 있는 낮은 품질의 연구가 거의 없는 것으로 나타났다.
크기가 10mm(0.39in)를 초과하는 선종은 거대선종으로 정의되며, 10mm(0.39in)보다 작은 선종은 미세선종이라고 한다. 대부분의 뇌하수체 선종은 미세선종이며 추정 유병률은 16.7%(부검 연구에서 14.4%, 방사선 연구에서 22.5%)이다. 대부분의 뇌하수체 미세선종은 종종 진단되지 않은 상태로 남아 있으며, 진단된 것들은 종종 부수적인 소견으로 발견되며 우발종(incidentalomas)이라고 한다.
뇌하수체 거대선종은 뇌하수체기능저하증의 가장 흔한 원인이다.
뇌하수체 선종은 일반 인구의 약 6명 중 1명에 영향을 미칠 정도로 흔한 반면, 수술 치료가 필요한 임상적으로 활동성 뇌하수체 선종은 일반 인구의 약 1,000명 중 1명에 이를 정도로 미치는 영향이 드문 편이다.

## 임상 양상
- 두통
- 시야장애
- 외안근 마비
- 뇌하수체기능저하증
- 시상하부 침범 시 체온 조절 장애, 식욕/갈증 장애, 요붕증, 수면 장애 등이 나타날 수 있다

## 치료
프로락틴샘종을 제외하고는 수술이 원칙이다.